# Kampfgeschwader 40
Kampfgeschwader 40 foi a principal unidade aérea marítima da Luftwaffe que prestou serviço durante a Segunda Guerra Mundial. É recordada como a unidade que operava os gigantes Focke-Wulf Fw 200 Condor como bombardeiros de patrulha marítima. O grau de eficácia desta unidade foi prejudicado devido aos baixos números de produção do Fw 200, juntamente com o facto de ter que emprestar diversas vezes as suas aeronaves para efectuar transporte em vários teatros de guerra. Mais tarde na guerra, um dos dois Gruppen da KG 40 tornou-se um dos poucos utilizadores do bombardeiro pesado Heinkel He 177.

## Comandantes[2]
- Hans Geisse, Julho de 1940 - 7 de Setembro de 1940
- Edgar Petersen, Abril de 1941 - Setembro de 1941
- Georg Pasewaldt, Setembro de 1941 - 31 de Dezembro de 1941
- Karl Mehnert, Janeiro de 1942 - 1942
- Martin Vetter, 1942 - 1 de Setembro de 1943
- Rupprecht Heyn, 2 de Setembro de 1943 - Novembro de 1944
- Hanns Heise, Novembro de 1944 - Fevereiro de 1945